# 日置町 (和歌山県)
日置町（ひきちょう）は、和歌山県西牟婁郡にあった町。現在の白浜町の南端、日置川の河口域、紀勢本線・紀伊日置駅の周辺にあたる。
本項では町制前の名称である日置村（ひきむら）についても述べる。

## 地理
- 海洋：太平洋
- 島嶼：黒島、笠甫島、日置大島
- 岬：仏崎、ハタ崎、市江崎、大崎、安宅崎
- 山岳：高瀬山
- 河川：日置川

## 歴史
- 1889年（明治22年）4月1日 - 町村制の施行により、日置浦、塩野村、矢田村、安宅村及び大古村の区域をもって、日置村が発足する。
- 1924年（大正13年）2月11日 - 日置村が町制施行して、日置町となる。
- 1956年（昭和31年）9月30日 - 日置町、川添村及び三舞村が合併して、日置川町が発足する。

## 交通

### 鉄道路線
- 日本国有鉄道
  - 紀勢西線（現・紀勢本線）
    - 紀伊日置駅

### 道路
- 国道170号（現・国道42号）